# Emphysemastix trepidans
Emphysemastix trepidans är en mångfotingart som beskrevs av Carl Graf Attems 1931. Emphysemastix trepidans ingår i släktet Emphysemastix och familjen Gomphodesmidae. Inga underarter finns listade i Catalogue of Life.